# Федченко Дарія Микитівна
Дарія Микитівна Федченко (1894, село Мощене, тепер Гайворонського району Кіровоградської області — 1990, село Мощене Гайворонського району Кіровоградської області) — українська радянська діячка, новатор сільськогосподарського виробництва, бригадир рільничої бригади колгоспу імені Сталіна Гайворонського району Одеської (тепер — Кіровоградської) області. Депутат Верховної Ради СРСР 1-го скликання.

## Біографія
Народилася у 1894 (за деякими даними — у 1892) році в родині селянина-бідняка. З юних років наймитувала у поміщиків, працювала у сільському господарстві.
З 1930 року — колгоспниця, з 1934 року — бригадир рільничої бригади колгоспу імені Сталіна села Мощене Гайворонського району Одеської (тепер — Кіровоградської) області. Досягала високих врожаїв цукрових буряків, збирала по 380 центнерів буряків з гектара.
Обиралася делегатом Надзвичайного VIII з'їзду Рад, делегатом Другого Всесоюзного з'їзду колгоспників-ударників.
Працювала заступником голови виконавчого комітету Гайворонської районної ради депутатів трудящих Кіровоградської області.
Потім — на пенсії у селі Мощене Гайворонського району Кіровоградської області.

## Нагороди
- орден Леніна (30.12.1935)
- медалі.